# Četverored
Četverored, również Bleiburg – chorwacki film propagandowy z 1999 roku w reżyserii Jakova Sedlara. Jest adaptacją powieści Ivana Aralicy o tym samym tytule. Skupia się wokół wydarzeń zaistniałych pod koniec II wojny światowej, znanych jako masakra w Bleiburgu.

## Produkcja i dystrybucja
Reżyserem filmu był Jakov Sedlar. Scenariusz napisał Ivan Aralica na podstawie własnej powieści o tym samym tytule, wydanej w 1997 roku. Zdjęcia wykonywał Igor Sunara, a montażem zajmowali się Zdravko Borko i Ivica Drnic.
Film wszedł do kin w połowie grudnia 1999 roku, w okresie kampanii wyborów parlamentarnych, które odbyły się 3 stycznia 2000. Dzień wcześniej, w trakcie ciszy wyborczej, został on wyświetlony w państwowej telewizji, co wywołało znaczne kontrowersje.

## Obsada
Ivan Marević – Ivan Telebar

Ena Begović – Mirta Mesog

Goran Navojec – Baja Mesog

Nadežda Perišić-Nola – Margeurita

Zvonimir Zoričić – Zlatko Trlin

Nada Abrus – Malvina

Boris Buzančić – Senjak

Mia Oremović – Gost

Filip Šovagović – porucznik Hunjeta

Tamara Garbajs – Magdalena

Božidar Alić – Vasa

## Fabuła
Akcja toczy się w 1945. Głównymi bohaterami filmu jest para pracowników Chorwackiego Teatru Narodowego – Ivan i Mirta. Wraz z innymi cywilami dołączają do kolumny wojska chorwackiego, uciekającej z Zagrzebia przed nacierającymi partyzantami. Uciekinierzy docierają do Bleiburga, gdzie oddają się w ręce Brytyjczyków. Ci przekazują ich jugosłowiańskim komunistom. Ivan zostaje wysłany bez sądu na masowe rozstrzelanie, które udaje mu się przeżyć. Nie jest to jednak koniec jego gehenny, gdyż po powrocie trafia znów do kolumny jeńców brutalnie traktowanej przez partyzantów. Udaje mu się ocaleć dzięki Żydowi znajdującemu się w szeregach komunistów i – za cenę milczenia – połączyć się z ukochaną Mirtą.

## Głosy krytyków
Film posiada bogaty przekaz propagandowy. Znalazł się w repertuarze sekcji Dyskretny urok propagandy – Bałkany w Ogniu w ramach na 11. edycji Międzynarodowego Festiwalu Filmowego Watch Docs (2011).
Film jest apoteozą Niepodległego Państwa Chorwackiego, promującą chorwacki nacjonalizm. Zajęcie państwa przez komunistów jest katastrofą całego narodu. Bohaterami są dobrzy ustasze i cywile, z kolei ich oprawcy – komunistyczni partyzanci Tity – zachowują się jak barbarzyńcy. Film nie stroni od przedstawiania mordów, rabunków i gwałtów w wykonaniu zezwierzęconych partyzantów. Uwagę zwraca fakt, że zdecydowana większość z nich jest narodowości serbskiej, co ma utożsamić filmowych oprawców z całym narodem sąsiadów. Również partyzantki pokazane są jako kobiety brutalne, perwersyjne oraz ideologicznie zaślepione – jedna z nich zabija własnego brata, uwięzionego w obozie jenieckim. Przez Vjekoslava Pericę obraz został określony jako neonazistowski.